# Nghĩa Đạo
Nghĩa Đạo là một xã thuộc thị xã Thuận Thành, tỉnh Bắc Ninh, Việt Nam.

## Địa lý
Xã Nghĩa Đạo là xã cực nam của thị xã Thuận Thành, cách trung tâm thị xã khoảng 10 km về phía đông nam, có vị trí địa lý:
- Phía đông giáp tỉnh Hải Dương và huyện Lương Tài
- Phía tây giáp phường Ninh Xá
- Phía nam giáp tỉnh Hưng Yên
- Phía bắc giáp phường Trạm Lộ

Xã Nghĩa Đạo có diện tích 8,52 km², dân số năm 1999 là 7.675 người, mật độ dân số đạt 901 người/km², có quốc lộ 38 chạy qua địa bàn.

## Hành chính
Xã Nghĩa Đạo có 9 thôn và 1 phố:
- Phố Vàng
- Thôn Đông Ngoại
- Thôn Đông Lĩnh
- Thôn Nhiễm Dương
- Thôn Đạo Xá
- Thôn Nghĩa Xá
- Thôn Quang Hưng
- Thôn Nội Trung
- Thôn Phúc Lâm
- Thôn Nghĩa Thuật

## Kinh tế - xã hội
Trên địa bàn xã có 1 chợ là chợ Vàng, mở cửa vào các ngày 1,3,6,8 tính theo ngày Âm lịch.
Các cơ sở giáo dục trên địa bàn bao gồm:
- 1 trường mầm non
- 1 trường tiểu học
- 1 trường THCS